# 동아프리카부드러운털쥐
동아프리카부드러운털쥐(Praomys delectorum)는 쥐과에 속하는 설치류의 일종이다. 케냐와 말라위, 모잠비크, 탄자니아, 잠비아에서 발견된다. 자연 서식지는 아열대 또는 열대 기후 지역의 습윤 저산대 숲이다. 서식지 감소로 위협을 받고 있다.